# Alcis evae
Alcis evae är en fjärilsart som beskrevs av Edward P. Wiltshire 1966. Alcis evae ingår i släktet Alcis och familjen mätare. Inga underarter finns listade i Catalogue of Life.